# Weil Du nur einmal lebst – Die Toten Hosen auf Tour
Weil Du nur einmal lebst – Die Toten Hosen auf Tour ist eine Dokumentation über die Laune der Natour-Konzerttour der deutschen Band Die Toten Hosen von 2017 bis 2018. Offizieller Bundesstart war der 28. März 2019. Der Film feierte seine Premiere im Rahmen der Berlinale am 15. Februar 2019. Regie führte Cordula Kablitz-Post, Co-Regie bei den Konzertaufnahmen Paul Dugdale. Produziert wurde der Film von der avanti media fiction GmbH in Kooperation mit Opus R.

## Inhalt
Die Dokumentation begleitet die Band auf ihrer „Laune der Natour“ durch Deutschland, Österreich und die Schweiz. Die Dreharbeiten ergaben Videomaterial von mehreren hundert Stunden. Dabei legte die Regisseurin Kablitz-Post besonderen Wert darauf, die Band nicht nur im Rampenlicht der Bühne vor ihren tausenden von Fans zu zeigen, sondern auch Backstage und im Tourbus: „access all areas“. Kameramann Christopher Rowe filmt dabei nach dem „Fly on the Wall“-Prinzip.
Der Film verfolgt die Band chronologisch vom Ausflug in den Berliner Klub SO36, der Zwangspause wegen Frontmann Campinos Hörsturz im Sommer 2018 und dem Neuanfang in Stuttgart bis hin Abschluss im Düsseldorfer Heimatstadion, bevor es abschließend noch einmal nach Argentinien ging.